# Viceré di Catalogna

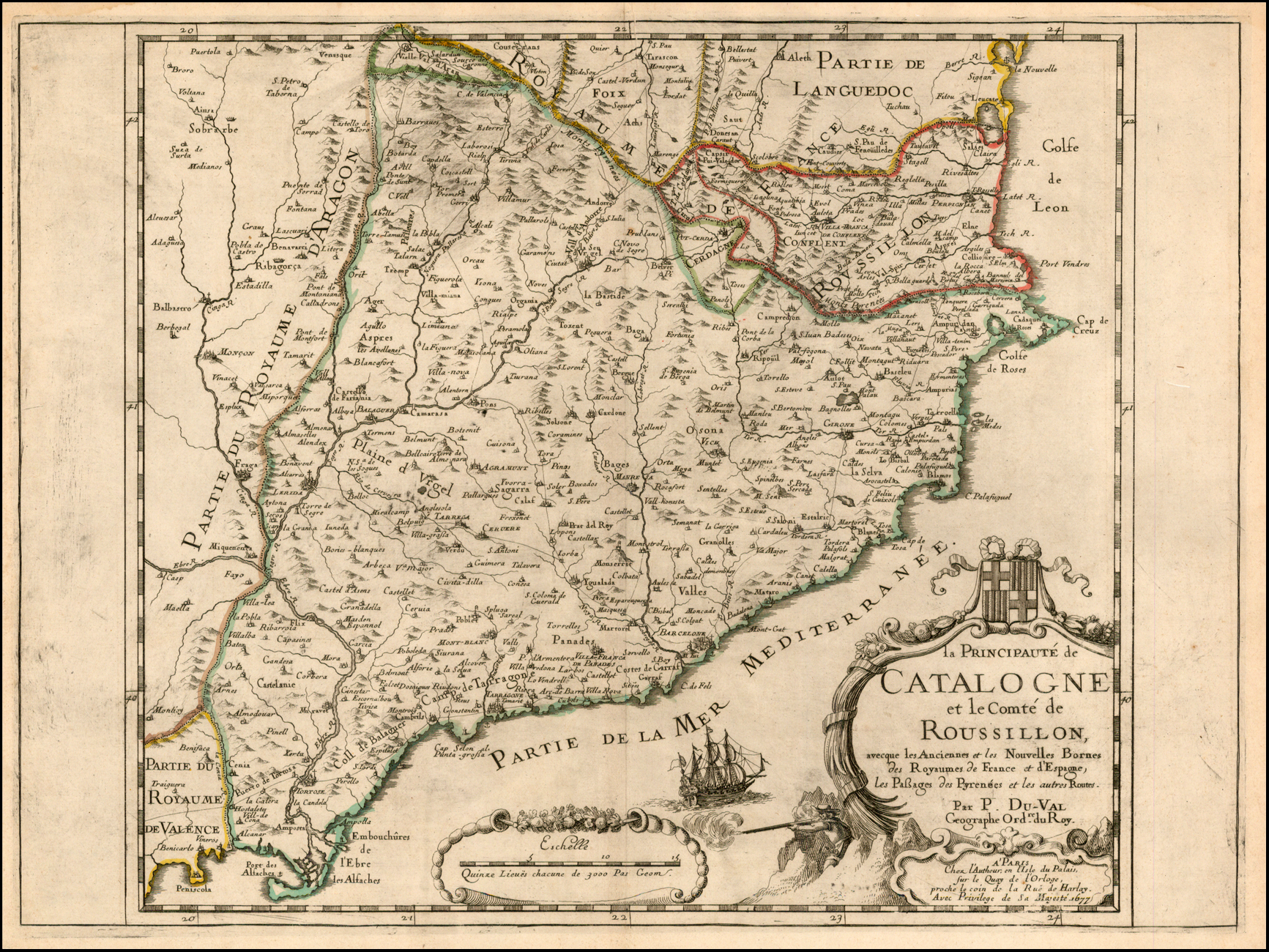
Il principato di Catalogna in una mappa del XVII secolo di Pierre Duval

La figura del Luogotenente Generale di Catalogna o Viceré di Catalogna fungeva da rappresentante del re d'Aragona e successivamente del re di Spagna nel principato di Catalogna. Il titolo di Viceré di Catalogna apparve in documenti ufficiali solo a partire dal 1520. La figura del Luogotenente Generale risale invece al XIV secolo, venendo tuttavia codificata solamente durante il regno di Ferdinando II d'Aragona. Il viceregno di Catalogna in quanto organo del Principato di Catalogna venne abolito in seguito alla promulgazione da parte di Filippo V di Spagna dei Decreti di Nueva Planta. Le funzioni del viceré vennero parzialmente assunte dalla figura del Capitano Generale di Catalogna, carica introdotta nel 1716 sempre tramite i Decreti, che ripartivano il territorio in regioni militari; la Catalogna in particolare ricadeva interamente nella cosiddetta IV Región Militar o Capitanía General de Cataluña.

## Regno di Carlo I (1516-1556)
- 1521–1523: Pere Folc de Cardona, arcivescovo di Tarragona
- 1523–1525: Antonio de Zúñiga
- 1525–1539: Federico del Portogallo, vescovo di Sigüenza
- 1539–1543: Francesco Borgia, duca di Gandia
- 1543–1554: Juan Fernández Manrique de Lara, marchese di Aguilar de Campo
- 1554–1558: Pedro Afán de Ribera, duca d'Alcalá

## Regno di Filippo II (1556-1598)
- 1558–1564: García Álvarez de Toledo y Osorio, marchese di Villafranca del Bierzo
- 1564–1571: Diego Hurtado de Mendoza y de la Cerda, duca di Francavilla
- 1571–1580: Fernando de Toledo
- 1580–1581: Francisco de Moncada y Cardona, marchese di Aytona
- 1581–1583: Carlo d'Aragona Tagliavia, duca di Terranova
- 1583–1586: Juan de Zúñiga y Avellaneda, conte di Miranda del Castañar
- 1586–1590: Manrique de Lara y Girón, conte di Valencia de Don Juan
- 1590–1592: Pedro Luis Galcerán de Borja y de Castro-Pinós
- 1592–1596: Bernardino de Cárdenas y Portugal, duca di Maqueda
- 1596–1602: Lorenzo Suárez de Figueroa y Córdoba, duca di Feria

## Regno di Filippo III (1598-1621)
- 1602–1603: Joan Terés y Borrull, arcivescovo di Tarragona
- 1603–1611: Héctor de Pignatelli y Colonna, duca di Monteleón
- 1611–1611: Pedro Manrique de Lara, vescovo di Tortosa
- 1611–1615: Francisco Hurtado de Mendoza, marchese di Almazán
- 1615–1619: Francisco Fernández de la Cueva, duca di Alburquerque
- 1619–1622: Fernando Afán de Ribera y Enríquez, duca d'Alcalá

## Regno di Filippo IV (1621-1665)
- 1622–1626: Joan Sentís, vescovo di Barcellona
- 1626–1627: Luis Diez de Aux de Armendáriz, vescovo di Urgell
- 1627–1629: Miguel Santos de San Pedro, vescovo di Solsona
- 1629–1630: Gómez Suárez de Figueroa y Córdoba, duca di Feria
- 1630–1632: Enrique de Aragón Folc de Cardona y Córdoba
- 1632–1633: Cardinale-Infante Ferdinando d'Asburgo
- 1633–1638: Enrique de Aragón Folc de Cardona y Córdoba
- 1638–1640: Dalmau de Queralt, conte di Santa Coloma
- 1640–1640: Enrique de Aragón Folc de Cardona y Córdoba
- 1640–1640: García Gil Manrique, vescovo di Barcellona
- 1640–1641: Pedro Fajardo de Zúñiga y Requeséns, marchese de Los Vélez
- 1641–1641: Federico Colonna
- 1641–1641: Juan Ramírez de Arellano
- 1642–1644: Pedro Antonio de Aragón
- 1644–1645: Andrea Cantelmo
- 1645–1647: Diego Mesía Felípez de Guzmán
- 1647–1648: Guillén Ramón de Moncada y Castro, marchese d'Aytona
- 1648–1650: Juan de Garay Otáñez y Rada, I marchese di Villarrubia de Langre
- 1650–1653: Francisco de Orozco, marchese di Mortara
- 1653–1656: Giovanni d'Austria
- 1656–1663: Francisco de Orozco, marchese di Mortara
- 1663–1664: Francisco de Moura y Corte Real Melo, III marchese di Castel Rodrigo[1]
- 1664–1667: Vicente de Gonzaga y Doria

## Regno di Carlo II (1665-1700)
- 1667–1669: Gaspar Téllez-Girón, duca di Osuna
- 1669–1673: Francisco Fernández de Córdoba, duca di Sessa
- 1673–1675: Francisco de Tutavila y del Rufo, duca di San Germano e di Sassone[2]
- 1675–1676: Juan Antonio Pacheco Osorio Toledo, marchese di Cerralbo
- 1676–1677: Alessandro Farnese
- 1677–1678: Juan Domingo de Haro
- 1678–1678: Diego Dávila Mesía y Guzmán, marchese di Leganés
- 1678–1685: Alexander de Bournonville, duca di Bournonville
- 1685–1688: Diego Dávila Mesía y Guzmán, marchese di Leganés
- 1688–1688: Juan Tomás Enríquez de Cabrera, conte di Melgar
- 1688–1690: Carlos de Gurrea Aragón y Borja, duca di Villahermosa
- 1690–1693: Juan Alonso Pérez de Guzmán, duca di Medina Sidonia
- 1693–1694: Juan Manuel Fernández Pacheco, duca di Escalona
- 1694–1696: Francisco Antonio de Agurto, marchese di Gastañaga
- 1696–1697: Francisco Antonio Fernández de Velasco y Tovar (primo mandato)
- 1697–1697: Diego de Hurtado de Mendoza y Sandoval, III conte de la Corzana
- 1698–1701: Giorgio d'Assia-Darmstadt

## Regno di Filippo V
- 1702–1703: Luis Tomás Fernández Portocarrero Bocanegra, conte di Palma
- 1703–1705: Francisco Antonio Fernández de Velasco y Tovar (secondo mandato)
- 1705: Antonio José de Mendoza Caamaño y Sotomayor
- 1705–1713: Claude François Bidal d'Asfeld (comandante militare)

## Regno di Carlo III
- 1706–1710: Leo Ulfeldt
- 1711–1713: Elisabetta Cristina di Brunswick-Wolfenbüttel
- 1713: Guido von Starhemberg